# Província d'Ardahan
La província d'Ardahan és una província de la part més nord oriental de Turquia, al mateix final del país, on Turquia voreja amb Geòrgia. La capital provincial és la ciutat d'Ardahan. Els seus noms històrics inclouen Ardahan (armeni Արդահան), Ardagan (rus: Ардаган) i Artaani (georgià არტაანი). Hi ha un cert nombre de castells medievals al districte incloent-hi el mateix Castell d'Ardahan. En una certa època de l'any, la muntanya de Damal fa una ombra que és una silueta molt natural d'Atatürk. Vegeu

## Geografia
La província és un conjunt d'espais oberts, força atractius que, tanmateix, passen molts mesos de l'any sota la neu. En aquesta altitud, les temperatures de mitjana arriben a -20 graus i poden caure per sota el punt de congelació tot l'any, fins i tot durant els mesos d'estiu. La província d'Ardahan es divideix en sis districtes: Ardahan (capital), Çıldır, Damal, Göle, Hanak i Posof. Ciutats i pobles importants en població són Ardahan 17.171 h., Göle 6.231 h., Hanak 4.030 h., Damal 3.804 h., Köprülü 2.126 h., Posof 1.810 h. i Çildir 1.502 h.
Ardahan és una àrea empobrida que des dels anys 1950 ha vist com un gran nombre de la seva població emigrava a altres zones de Turquia o a l'estranger. La població va descendir des de 170.000 persones el 1990 a 119,000 el 2000. Segons el cens del 2009, la població total és de 108.169.
L'economia local depèn bàsicament de la ramaderia. Fins a 1993, Ardahan era un districte de la província de Kars, i el fet de convertir-se en una província de dret ha significat més inversió en infraestructura
Hi ha dos punts de travessia cap al districte de Samtskhé de Geòrgia, un a Posof i l'altre (actualment tancat) a Çildir. Els militars turcs mantenen una presència forta en aquest districte de frontera, la qual cosa és un altre estímul l'economia local.

## Història
Al 680 aC els escites van travessar el Caucas des del nord i van arrabassar aquesta àrea als reis d'Urartu que regnaven des de la seva capital a les costes de Llac Van fins al sud. Els escites foren reemplaçats pels perses i després, el 330 (?) aC Alexandre el Gran la va travessar amb els seus exèrcits. Artaani fou una regió històrica de Geòrgia, situada a l'oest de Txavtxètia, a l'est d'Adjara, al nord de la Klardjètia i al sud de Gúria. La capital i ciutat més important fou Artanudji, una fortalesa que va ser la primera capital del Curopalatinat de Kartli amb els Bagràtides a començaments del segle ix. Actualment, el seu territori l'ocupa la Província d'Ardahan. Georgians ètnics poblaven l'àrea i entre conquestes, va ser una província d'un Regne de Geòrgia després de la desaparició del qual, durant els anys 1490, l'àrea va passar als Atabegs de Samtskhe, amb seu a Akhaltsikhé fins que va caure sota el domini de l'Imperi Otomà en 1578.
El 1878, després de la Guerra russo-turca (1877-1878), la regió va ser inclosa a l'Imperi Rus, i fins a 1918 era coneguda amb el nom d'Oblast de Kars. Part de la República Democràtica de Geòrgia de 1918 a 1921, Ardahan va ser reclamat per Turquia, d'acord amb el Tractat de Kars el 1921.
La construcció de l'Oleoducte Baku-Tbilissi-Ceyhan va donar un estímul a l'economia local a partir de l'any 2000 en endavant.